# 陈恪三
陈恪三（1903年—1986年）又名陳若天，中国基督教新教自立教会“地方教会”倪柝声的同工之一。福建泉州晉江南塘人。倪柝声认为他是南方读《圣经》最突出的一位（北方的则是李常受）。宋尚节也敬佩他的“以爱胜敌”。
陈恪三年轻时担任县警察局长。1929年1月25日，宋尚节到泉州布道，陈恪三受感接受基督信仰。一说1929年3月12日晚，陈恪三在仙游县听传教士 Cole传福音悔改重生得救。同年10月辞去县警察局长职务，投身传道，到福州倉山陶园十二间排基督徒聚会处跟随陆忠信、王连俊学习事奉，又随陆忠信去厦门鼓浪屿事奉。1930年代，陈恪三與倪柝声同工，经常在福建省各地传道，在莆田、福清一带建立地方教会。
1948年，福州地方教会大复兴，倪柝声将陈恪三立为福州教会的四位长老之一。1949年陈恪三参加第二期鼓岭训练，会后年底又由倪柝声调往云南昆明，帶領庆云街基督徒聚会处。1956年，中国各地地方教会大批领袖在肃反运动中被捕。1957年5月，全国性的同工聚会在上海召开，通过由陈恪三和黄得恩起草的文件《持定我们所承认的道》。1950年代，陈恪三作为倪柝声反革命集团成员在云南被捕。后来提前释放。
1980年代，晚年的陈恪三在广西南宁与儿女同住，同时与各地信徒保持书面交通。他受香港教会陈则信影响，指责李常受的许多教导和做法是异端，并出于邪灵。他和南昌的黄得恩在大陆带头反李，印发《谈话记录》十四点，影响达到温州和萧山等地，造成教会分裂。 1982年6月至1983年3月，陈恪三在上海带领查经交通，讲解宾路易师母与伊文·罗伯斯的《真假三十条》。1986年初去世，年83岁。